# Daewoo Matiz
Daewoo Matiz (còn được gọi là Chevrolet Spark ở một số phiên bản) là một dòng xe hơi nội thị cỡ nhỏ sản xuất bởi GM Daewoo từ năm 1998 để thay thế cho Daewoo Tico, một biến thể của Suzuki Alto năm 1981 và được bán ở nhiều nước dưới nhiều tên gọi khác nhau.

## Lịch sử
Daewoo Matiz bắt đầu được sản xuất từ năm 1998 và bán ở Hàn Quốc cũng như thị trường châu Âu với mã hiệu M100. Thiết kế bên ngoài dựa trên Lucciola, một ý tưởng kiểu Fiat Cinquecento của Giorgetto Giugiaro đã bị Fiat thải hồi. Động cơ xăng 0,8 lít và hệ thống truyền động được lấy từ Daewoo Tico. Dòng xe này đã trở thành dòng bán chạy nhất của Daewoo ở châu Âu trong bốn năm sau.
Một phiên bản mới (mã M150) đã được giới thiệu ở Hàn Quốc vào cuối năm 2000 và xuất khẩu năm 2001. Sau khi Daewoo được General Motors mua lại năm 2002, động cơ của xe được nâng lên thành dung tích 1,0 lít loại S-Tec.
Năm 2005, Matiz được cải tiến tiếp (M200) dựa trên xe ý tưởng Chevrolet M3X trình diễn tại Triển lãm xe hơi Paris năm 2004. Máy S-Tec được cập nhật và độ cản của xe khi vận hành được giảm bớt làm cho xe tiết kiệm nhiên liệu hơn. Một đặc điểm của phiên bản này là các đồng hồ hiện thị được đặt chính giữa thay vì nằm lệch về bên người lái như các xe hơi thông thường.
Đến năm 2007, bộ khung nền Alto được thay thế bởi khung nền xe hơi nội thị mới, phát triển bởi các kỹ sư riêng của GM Daewoo.

### Đánh giá an toàn
Chiếc Chevrolet Matiz năm 2005 không có điểm cao trong thử nghiệm an toàn khi chỉ đạt 3 sao. Điểm số về tính an toàn bị bớt vì xe có thể gặp tai nạn chết người với tác động vào ngực người lái khi bị đâm từ bên hông. Trước đó, các mẫu Daewoo Matiz trước năm 2005 cũng chỉ đạt 72% điểm trong các thử nghiệm va chạm bên hông của Euro NCAP.

### Tranh cãi ở Trung Quốc
Dòng xe này đã được sản xuất và bán ở Trung Quốc với tên gọi Chevrolet Spark. Nó đã trở thành tâm điểm của một cuộc tranh cãi về sở hữu trí tuệ công nghiệp khi một loại xe rất giống với nó là dòng Chery QQ được sản xuất sau đó bởi một hãng xe hơi địa phương là Chery Automobile. Các lãnh đạo của GM khi đó thậm chí đã nói rằng cánh cửa của QQ có thể đem sang lắp trên Chevrolet Spark mà không cần phải thay đổi gì.

### Độ tin cậy
Daewoo Matiz mắc phải một số vấn đề về độ tin cậy ở hệ thống làm nguội, ngoài ra xe không thích hợp để chạy ở địa hình nông thôn hay đường có nhiều ổ gà. Động cơ 0.8 L hơi yếu, khi đi tốc độ cao trên đường cao tốc có thể nghe thấy tiếng gió rít.

## Phiên bản chay điện
Đầu năm 2010, General Motors kết hợp với hãng Reva Electric Car cho ra đời mẫu xe e-Spark dựa trên khung của Chevrolet Spark M200 nhưng với động cơ điện.

## Các tên gọi
Dòng xe này có các tên gọi sau, tùy theo phiên bản cũng như thị trường:
- Ở Mexico, Matiz được giới thiệu vào thị trường năm 1998 và đến năm 2006 nó đổi tên thành Pontiac Matiz G2.
- Ở Pakistan có tên gọi Chevrolet Exclusive vào năm 2003. Hiện nay đang được Nexus Automotive sản xuất với tên gọi Chevrolet Joy.
- Những năm đầu thập niên 2000, Matiz bán ở châu Âu bỏ biểu trưng Daewoo và thay bằng biểu trưng Chevrolet cùng lúc với việc thay đổi này của các xe sản xuất bởi General Motors ở Hàn Quốc.
- Từ năm 2005, Matiz ở Ba Lan được sản xuất độc lập dưới tên gọi FSO.

## Thông tin thêm
Một số lái xe Daewoo Matiz ở Anh nháy đèn và bấm còi khi nhìn thấy nhau giống như những chủ sở hữu Volkswagen Beetle đã từng làm những năm 1960. Mốt số còn hát câu hát "Daewoo Matiz; Daewoo Matiz" theo điệu nhạc Bản giao hưởng số 3 của Beethoven.